# Isaieve, Berezivka
Isaieve (în ucraineană Ісаєве) este un sat în comuna Andrievo-Ivanivka din raionul Berezivka, regiunea Odesa, Ucraina.

## Demografie
Componența lingvistică a localității Isaieve
     Ucraineană (96,96%)
     Română (1,39%)
     Rusă (1,12%)
     Alte limbi (0,13%)
Conform recensământului din 2001, majoritatea populației localității Isaieve era vorbitoare de ucraineană (96,96%), existând în minoritate și vorbitori de română (1,39%) și rusă (1,12%).